# Legio II Isaura
Legio II Isaura (втори исаврийски легион) е легион на късноантичната римска войска, съставен от Диоклециан (284–305), за пазене на римската провинция Исаврия.
През ранния 4 век легионът се състои от 6000 души, които се намалени на около 2000 души.
Амиан Марцелин съобщава, че през 350-те години легионът напуска страната и предприема грабежни походи.
През 354 г. легионът защитава успешно с Legio I Isaura Sagittaria и Legio III Isaura под командото на Comes Кастриций (Castricius) град Seleucia (днес Силифке).
През ранния 5 век II Isaura и неговият сестрински легион III Isaura са като Лимитани на Comes per Isauriam.